# Takalani Ndlovu
Takalani Ndlovu (* 11. Januar 1978 in Soweto, Südafrika) ist ein südafrikanischer Boxer im Superbantamgewicht. 

## Profi
Am 28. April im Jahre 1999 gab er erfolgreich sein Profidebüt. Am 26. März des Jahres 2011 wurde er Weltmeister der IBF, als er Steve Molitor durch einstimmige Punktentscheidung bezwang. Diesen Gürtel verteidigte er Ende Oktober desselben Jahres gegen Giovanni Caro und verlor ihn im darauffolgenden Jahr an Jeffrey Mathebula durch geteilte Punktentscheidung.